# 北
北（きた、英語: North）は、地表に沿って北極点に向かう方位。天の北極を鉛直に下ろして水平面と交わる方位。東西が相対的な位置関係にあるのに対して南北は絶対的な位置関係にある。

## 真北
地軸の両端（極）のうち北極星を指す方向にある極を北極といい、北極点に向かう方位を北と呼ぶ。後述の磁北やグリッド北と区別するため真北（しんほく、まきた）とも呼ぶ。

## 磁北とグリッド北

### 磁北

偏角はこのように場所や年代によって複雑に変化している。

磁北（じほく）とは、鉄など外力の影響を受けていない状態において方位磁石が指す「北」のことである。地磁気の水平分力の向き。磁北（磁気子午線）と真北（真の子午線）はほとんどの場所でずれており、その交わる角を偏差あるいは偏角という。偏差は地域や年代により異なり、磁北が真北より右に傾いているときは偏東、左に傾いているときは偏西と呼ばれる。日本国内では、磁北は真北より約5 - 10度西へ偏っている。
さらに、船舶などで使用される羅針儀は現実には船内の鉄の構造物による磁気作用を受けるのが常とされ、磁気子午線と羅針の指す線との間にも差（自差という）を生じ、その結果、真の子午線と羅針との差角は偏差と自差の代数和分の差を生じることになる。この差をコンパス緯差と呼ぶ。
また、航空機などにおいては、磁北を０度として時計回りに風向や機体を向ける角度、滑走路の向きなどを示すのに用いられる。

### グリッド北
「地図では上が北」というが、使用する地図投影法の影響をうけて、真北（および真南）を示す子午線は（厳密には）地図上で縦方向の平行線になっていない場合が（しばしば）ある。小縮尺の地図であれば、真北を常に上に出来るメルカトル図法など正軸の円筒図法を除いて、中心経線以外が真上を向いてない事がすぐに分かる。
大縮尺の地図でも、たとえば斜軸メルカトル図法を使っているスイスの地形図の場合(swisstopo 1/25,000図画(pdf))、経緯度ではなくベルンを原点とした直交座標系により地形図を四角く切り出している。そのため地図は完全な長方形であるが、場所によっては真上と真北が2度以上ずれている。日本ではあまり多くないが、一部の大縮尺地形図に平面直角座標系に基づく直交方眼が引かれており、縦線が真北から約1度ずれる場所もある。このように地図投影面上に直交座標系（グリッド）を定義した場合、地図面での上向きをグリッド北（グリッドきた、grid north）または方眼北という。

## 文化

### 北に関する言葉
- 睡眠する場合に、北側に頭を向けて寝る事を「北枕」といい、縁起の悪いものとされる。
  - 北枕の凶運は、釈迦が死んだ時に、頭を北向きにして安置された事に由来する。
- 方位においては北が基準とされ、地図においては北は上を指す事が多い。
- 時刻や角度において、北は北極星に因んで真夜中や0度（=360度）を表し、変わり目や始終点とされる。
- 四神において北は玄武が司る。
- 殊に北半球では、北は寒冷の象徴とされて来た。
- 南北問題 - 地球の北半球に富な国が集中し、南半球に貧しい国が集中する問題。
- 北日本 - 日本においては、かつて都が畿内にあった時代は北陸地方を指していた。現在では、北陸地方、東北地方、北海道が「北日本」と呼ばれる事があるが、一般的には東北地方と北海道を指す事が多い。
- 朝鮮民主主義人民共和国（北朝鮮）の俗称 - 北朝鮮核問題や朝鮮半島情勢を語る際、「北」と言えば朝鮮民主主義人民共和国のことである。（例：「北の将軍様　北のミサイル
」、「南北首脳会談」など）
- ベトナム民主共和国（北ベトナム）の俗称 - 「北爆」など。ニュースでの略称もこれである
- 華北：中国北部大凡秦嶺・淮河線以北の地域を指す事が多い。
- 元となった地名より北に位置する土地や鉄道駅などに、新たにつけられる接頭辞。北浦和、北広島町のように隣接地である場合と、北広島市、北吉原駅のように遠隔地の場合がある。
- ノースブリッジ - マザーボードの回路図上で「北」（上側）にあるため。

### 派生した俗語
- 北向く
  - 大相撲の隠語で、変わり者だったり、すねたりする者のことをいう。
高松城の鎮守神である華下天満宮（はなしたてんまんぐう）は改築にあたり社殿が通常の向きと違う北向きに建てられて、そのため別名「北向き天神」と呼ばれている。この呼び名を「北向き変人」とシャレ言葉にして、普通の人と違う者のことを意味している。大相撲の世界には、このようなシャレ言葉が多く、「しかをきめる」などの隠語もある。